# Maja Wojciechowska
Maja Dorota Wojciechowska – polska bibliolog, dr hab. nauk humanistycznych, profesor uczelni Instytutu Filologii Polskiej Wydziału Filologicznego Uniwersytetu Gdańskiego.

## Życiorys
W 2003 ukończyła studia bibliotekoznawstwa i informacji naukowo-technicznej na Uniwersytecie Śląskim w Katowicach, 20 grudnia 2005 obroniła pracę doktorską Zarządzanie zmianami w bibliotece a skuteczność jej działalności, 16 czerwca 2015 habilitowała się na podstawie pracy zatytułowanej Studium zarządzania niematerialnymi zasobami organizacyjnymi bibliotek. Została zatrudniona na stanowisku adiunkta w Instytucie Filologii Polskiej na Wydziale Filologicznym i Historycznym Uniwersytetu Gdańskiego, oraz w Ateneum - Szkole Wyższej w Gdańsku.
Jest profesorem uczelni Instytutu Filologii Polskiej Wydziału Filologicznego Uniwersytetu Gdańskiego.